# Fuck Me I'm Famous
Albums de David Guetta
Pop Life
(juin 2007) F*** Me I'm Famous vol.5
(juin 2009)
F*** Me I'm Famous est le nom de soirées organisées à l'origine à Ibiza au Pacha par Cathy et David Guetta. Par la suite, une série de compilations du DJ français est commercialisée sous ce nom, reprenant des titres populaires de l'été. La première compilation est sortie en 2003. 

## Historique
Ces soirées sont créées au début des années 2000 par Cathy Guetta et son mari ; « David commençait à être connu, mais moi je ramenais déjà du chiffre d'affaires » précise-t-elle plus tard. Le lieu est choisi car, selon David Guetta, celui-ci reste « plus glamour » que les autres discothèques de l'île à l'époque.

## Fuck Me I'm Famous(2003)
1. Just for One Day (Heroes) (David Guetta vs. Bowie)
2. "Shout" (E-Funk featuring Donica Thornton)
3. "Shake It" (Lee Cabrera)
4. "Fuckin' Track" (Da Fresh)
5. "Satisfaction" (Benny Benassi)
6. "Distortion" (David Guetta)
7. "Dancing in the Dark" (4 Tune 500)
8. "Hard Beats" (Martin Solveig)
9. "Sunshine" (Tomasz vs. Filterheadz)
10. "Sometimes" (Deux)
11. "If You Give Me Love" (Crydajam)
12. "Ghetto Blaster" (Twin Pitch)
13. "Stock Exchange" (Miss Kittin and The Hacker)
14. "Who Needs Sleep Tonight" (Bob Sinclar)
15. "Bye Bye Superman" (Geyster)
16. "Bucci Bag" (Andrea Doria)

## Fuck Me I'm Famous Vol. 2(2005)
1. Zoukey (Lift Your Leg Up) Africanism et Yves Larock
2. "Freek U" (Bon Garçon)
3. "Most Precious Love" (Blaze featuring Barbara Tucker)
4. Everybody (Martin Solveig)
5. "Pump Up the Jam" (D.O.N.S. featuring Technotronic)
6. "Geht's Noch" (Roman Flugel)
7. "Not So Dirty" (Who's Who)
8. "The World Is Mine" (David Guetta featuring JD Davis)
9. "Shot You Down" (Audio Bullys featuring Nancy Sinatra)
10. "I Like the Way (You Move)" (BodyRockers)
11. "Say Hello" (Deep Dish)
12. "In Love with Myself" (David Guetta featuring JD Davis)
13. "Miss Me Blind" (Culture Club)
14. "Rock the Choice" (Joachim Garraud)
15. "Manga" (H Man)
16. "Louder Than a Bomb" (Tiga)
17. "The Drill" (The Drill)
18. "Infatuation" (Jan Francisco and Joseph Armani)
19. "You Made A Promise" (Shiny Grey Remix)

## Fuck Me I'm Famous - Ibiza Mix 06(2006)
1. Walking Away (The Egg)
2. Love Don't Let Me Go (David Guetta)
3. No More Conversation (Freeform Five)
4. Same Man (Till West and DJ Delicious)
5. Something Better (Martin Solveig)
6. Love Sensation (Eddie Thoenick and Kurd Maverick)
7. World, Hold On (Children of the Sky) (Bob Sinclar)
8. In My Arms (Tocadisco Remix) (Mylo)
9. Get It On (Summer Love) (Joe Vannelli featuring Rochelle Flemming)
10. 5 in the Morning (Richard F.)
11. The Rub (Never Rock) (Kurd Maverick)
12. Dance I Said (Erick Morillo and P. Diddy)
13. Toop Toop (Cassius)
14. Fuck Swedish (Logic)
15. Teasing Mr. Charlie (Steve Angello)
16. Time (David Guetta)

## F*** Me I'm Famous vol. 4 (2008)
L'album compilation est certifié album d'or
| 1.    | Keep on Rising                                | Ian Carey                   | 2:46 |
| 2.    | No Stress (Featuring Eric Carter, Radio Edit) | Laurent Wolf                | 3:33 |
| 3.    | Tomorrow Can Wait                             | David Guetta & Chris Willis | 5:00 |
| 4.    | Sucker (Radio Edit)                           | Dim Chris                   | 3:44 |
| 5.    | Toys Are Nuts                                 | Gregor Salto                | 2:18 |
| 6.    | Move Move                                     | Robbie Rivera               | 5:41 |
| 7.    | Outro Lugar (Tocadisco Remix)                 | Prok & Fitch                | 3:45 |
| 8.    | Delirious                                     | David Guetta                | 4:45 |
| 9.    | Apocalypse                                    | Arno Cost et Norman Doray   | 4:37 |
| 10.   | Toca Me (In Petto Mix)                        | Fragma                      | 6:52 |
| 11.   | So Strong (Feat Dino)                         | Meck                        | 5:15 |
| 12.   | Pjanoo                                        | Eric Prydz                  | 6:14 |
| 13.   | Runaway (Albin Myers Remix)                   | Tom Novy                    | 6:15 |
| 14.   | Man With The Red Face                         | Mark Knight                 | 7:37 |
| 15.   | Pears                                         | Federico Franchi            | 4:15 |
| 16.   | The Rock                                      | Joachim Garraud             | 1:59 |
| 17.   | Jack Is Back                                  | David Guetta                | 2:27 |
| 77:08 |                                               |                             |      |

## Fuck Me I'm Famous - Ibiza Mix 2009(2009)
1. When Love Takes Over (Electro Extended) David Guetta feat. Kelly Rowland 

2. Believe (Remix 2009) Ministers de la Funk VS. Antoine Clamaran & Sandy Vee feat. Jocelyn Brown

3. Boom Boom Pow (David Guetta Electro-Hop Remix) Black Eyed Peas 

4. Leave the World Behind Axwell & Sebastian Ingrosso & Steve Angello & Laidback Luke feat. Deborah Cox

5. Riverside (Original Mix) Sidney Samson 

6. Day'N'Nite (Bingo Players Remix) Kid Cudi VS. Crookers

7. Thief Afrojack

8. Let The Bass Kick (Original Mix)Chuckie 

9. My God Laidback Luke 

10. Rockerfeller Skank (Original Mix) Fatboy Slim VS Koen Groeneveld

11. Amplifier (Original Club Mix) F.L.G

12. Where Is The Love David Guetta feat. Max 'C'

13. GRRRR David Guetta

14. Cyan (Original Mix) Arno Cost

15. The Answer (Dabruck & Klein Rmx Extended) Joachim Garraud 

16. Times Like This (Club Mix) Albin Myers

## Fuck Me I'm Famous - Ibiza Mix 2010(2010)
credits_ecriture = oui
total_temps = 77:08
| No  | Titre                                                         | Durée |
| --- | ------------------------------------------------------------- | ----- |
| 1.  | Gettin' Over You Feat. Fergie & LMFAO ((Extended Mix))        |       |
| 2.  | On The Dancefloor Feat. Apl. De Ap & Will.i.am (Original Mix) |       |
| 3.  | Rock That Body (Extended Mix)                                 |       |
| 4.  | Flashback (David Guetta Remix)                                |       |
| 5.  | Louder Than Words (Original Mix)                              |       |
| 6.  | I'm In A House (Sharam Remix)                                 |       |
| 7.  | Rave'n'Roll (Original Mix)                                    |       |
| 8.  | I'll Be There (Original Mix)                                  |       |
| 9.  | Walk With Me (Axwell Vs Daddy's Groove Remix)                 |       |
| 10. | 50 Degrees (Original Mix)                                     |       |
| 11. | The World Is Yours (Original Mix)                             |       |
| 12. | Who's In The House (Chuckie Remix)                            |       |
| 13. | Put Your Hands Up (Original Mix)                              |       |
| 14. | Hey Hey (Riva Starr Paradise Garage Remix)                    |       |
| 15. | Glow (Original Mix)                                           |       |
| 16. | Strobe (Original Mix)                                         |       |

## Fuck Me I'm Famous - Ibiza Mix 2011(2011)
| 1.    | Where Them Girls At                            | David Guetta Feat. Nicki Minaj & Flo Rida |  |
| 2.    | Sweat (David Guetta et Afrojack Dub Mix)       | Snoop Dogg vs. David Guetta               |  |
| 3.    | Rapture (Avicii New Generation Extended)       | Nadia Ali                                 |  |
| 4.    | Beautiful People (Radio Edit)                  | Chris Brown & Benny Benassi               |  |
| 5.    | Turn Up The Volume (Original Mix)              | Autoerotique                              |  |
| 6.    | Pandemonium (Feat. Tara McDonald Original Mix) | David Guetta & Afrojack                   |  |
| 7.    | Replica (Original Mix)                         | Afrojack                                  |  |
| 8.    | Little Bad Girl (Instrumental)                 | David Guetta                              |  |
| 9.    | Detroit Bounce (Original Mix)                  | Chuckie                                   |  |
| 10.   | Duel (Original Mix)                            | Third Party                               |  |
| 11.   | The Moment (Steve Angello edit)                | Tim Mason                                 |  |
| 12.   | Bass Line                                      | David Guetta                              |  |
| 13.   | Lise (Original Mix)                            | Arno Cost                                 |  |
| 14.   | Sinnerman                                      | Sean Miller & Daniel Dubb                 |  |
| 15.   | Doin' Ya Thang                                 | Oliver S                                  |  |
| 77:08 |                                                |                                           |  |

## Fuck Me I'm Famous- (2012)
| No  | Titre                                                    | Auteur                               | Durée |
| --- | -------------------------------------------------------- | ------------------------------------ | ----- |
| 1.  | Turn Me On (Micheal Calfan Remix)                        | David Guetta, Nicki Minaj            |       |
| 2.  | Can't Stop Me (Radio Edit)                               | Afrojack et Shermanology             |       |
| 3.  | Wild One Two (Back Jack)                                 | David Guetta, Nicky Romero, Sia      |       |
| 4.  | Million Voices                                           | Otto Knows                           |       |
| 5.  | Silhouettes                                              | Avicii                               |       |
| 6.  | The Veldt (8 minutes edit)                               | Deadmau5                             |       |
| 7.  | Feel So Close (radio edit)                               | Calvin Harris                        |       |
| 8.  | Metropolis                                               | David Guetta, Nicky Romero           |       |
| 9.  | Get low                                                  | Sydney Samson                        |       |
| 10. | Cascade (original mix)                                   | Tommy Trash                          |       |
| 11. | Greyhound (radio edit)                                   | Swedish House Mafia                  |       |
| 12. | Quasar                                                   | Hard Rock Sofa                       |       |
| 13. | Bong                                                     | Deniz Koyu                           |       |
| 14. | WTF!                                                     | Nicky Romero, Zroq                   |       |
| 15. | I Can Only Imagine (David Guetta & Daddy's Groove Remix) | David Guetta, Chris Brown, Lil Wayne |       |

## Fuck Me I'm Famous- (2013)
1. Play Hard (Albert Neve Remix) – David Guetta featuring Ne-Yo & Akon
2. Sweet Nothing – Calvin Harris featuring Florence Welch
3. I Could Be the One – Avicii vs. Nicky Romero
4. Easy – Mat Zo & Porter Robinson
5. If I Lose Myself – One Republic vs. Alesso
6. Symphonica – Nicky Romero
7. Head Up – Arno Cost
8. Boom! – Stevie Mink, Ivan Gough & Steve Bleas
9. Cannonball – Showtek & Justin Prime
10. Ain't a Party – David Guetta & Glowinthedark featuring Harrison
11. Rasputin – Hard Rock Sofa
12. Wakanda – Dimitri Vegas & Like Mike
13. Who – Tujamo & Plastik Funk
14. This Is What It Feels Like (David Guetta Remix) – Armin van Buuren featuring Trevor Guthrie
15. Alive (David Guetta Remix) – Empire of the Sun
16. Dynamo – Laidback Luke & Hardwell

### Sources
- Pauline Lallement, « Vacances à… Ibiza : Cathy Guetta la reine de la fête », Paris Match, no 3560,‎ du 10 au 16 août 2017, p. 54 à 61 (ISSN 0397-1635)